# Ізраель Юрій Антонійович
Юрій Антонійович Ізраель (нар. 15 травня 1930, місто Ташкент, тепер Республіка Узбекистан — 23 січня 2014, місто Москва) — радянський і російський вчений, державний діяч, директор Інституту прикладної геофізики АН СРСР, голова Державного комітету з гідрометеорології та контролю природного середовища СРСР. Член Центральної Ревізійної Комісії КПРС у 1981—1990 роках. Депутат Верховної Ради СРСР 10—11-го скликань. Кандидат фізико-математичних наук (1963), доктор фізико-математичних наук (1969), професор (1973). Член-кореспондент Академії наук СРСР (з 1974). Академік Російської академії наук (1994).

## Життєпис
Народився в родині службовців. Батьки викладали в Середньоазіатському державному університеті в Ташкенті.
У 1953 році закінчив фізичний факультет Середньоазіатського державного університету.
У 1953—1956 роках — інженер, старший інженер, молодший науковий співробітник Геофізичного інституту АН СРСР у Москві.
Член КПРС з 1955 року.
У 1956—1963 роках — молодший науковий співробітник, завідувач лабораторії, в 1963—1969 роках — заступник директора Інституту прикладної геофізики АН СРСР у Москві.
У 1969—1973 роках — директор Інституту прикладної геофізики АН СРСР.
Одночасно у 1970 — квітні 1974 року — 1-й заступник начальника Головного управління гідрометеорологічної служби при Раді міністрів СРСР.
У квітні 1974 — березні 1978 року — начальник Головного управління гідрометеорологічної служби при Раді міністрів СРСР.
У травні — липні 1978 року — голова Державного комітету з гідрометеорології та контролю природного середовища СРСР. У липні 1978 — січні 1988 року — голова Державного комітету СРСР із гідрометеорології та контролю природного середовища. У січні 1988 — квітні 1991 року — голова Державного комітету СРСР із гідрометеорології.
У 1990 році організував на базі лабораторії моніторингу природного середовища та клімату Інститут глобального клімату та екології і став його директором (у 1990—2011 роках). У 1997 році став організатором і керівником (до 2015 року) створеної в Інституті географії РАН Лабораторії антропогенних змін кліматичної системи (ЛАЗКС).
У 1996—2002 роках — академік-секретар відділення океанології, фізики атмосфери і географії Російської академії наук (РАН). У 2001 році обраний президентом Російської екологічної академії. З 2011 року — радник РАН і головний науковий співробітник ІГКЕ Росгідромету і РАН.
З 1989 року працював у Міжнародній групі експертів з дослідження клімату, організованій за пропозицією ООН для дослідження впливу клімату на природне середовище, економіку, здоров'я людини.Був віцеголовою міжурядової групи експертів зі зміни клімату і віцепрезидентом ВМО. У складі міжурядової групи експертів зі зміни клімату нагороджений Нобелівською премією миру за 2007 рік.
Член Міжнародної академії астронавтики, Російської академії екології, почесний член Угорського метеорологічного товариства, Почесний член міжнародного радіологічного союзу.
Автор наукових праць з фізики атмосфери, ядерної геофізики, екології.
Помер 23 січня 2014 року. Похований на Новодівочому цвинтарі Москви.

## Нагороди і звання
- орден Леніна (1986)
- орден Жовтневої Революції (14.05.1980)
- два ордени Трудового Червоного Прапора (1956, 1972)
- орден «За заслуги перед Вітчизною» ІІ ст. (Російська Федерація) (14.05.2010)
- орден «За заслуги перед Вітчизною» ІІІ ст. (Російська Федерація) (15.05.2005)
- орден «За заслуги перед Вітчизною» IV ст. (Російська Федерація) (4.06.1999)
- орден «Заслуг перед Республікою Польща» (командор із зіркою)
- Золота медаль Міжнародного центру «Етторе майоран» (Італія, 1990)
- Золота медаль АН СРСР імені В. Сукачова (1983)
- Золота медаль і премія ВМО (1992)
- медалі
- Премія імені Є. Федорова (1984, 1991, 1997, 2010)
- Премія ООН-ЮНЕП по навколишньому середовищу імені Сасакава (1992)
- Подяка президента Російської Федерації (28.11.2003)
- Почесна грамота Кабінету Міністрів Російської Федерації (14.05.2000)
- Почесний працівник Гідрометеослужби Росії (нагрудний знак № 1)
- Державна премія СРСР (1981)
- Заслужений діяч науки Російської Федерації (11.10.1995)